# یو تنگ (منطقه)
یو تنگ (منطقه) (به لاتین: U Thong District) یک سکونتگاه مسکونی در تایلند است که در سوپان بوری واقع شده‌است.

## خصوصیات
یو تنگ ۱۱۱٬۶۹۶ نفر جمعیت دارد.